# Souvenirs (Alistair MacLean)
Souvenirs, englischer Originaltitel Puppet on a Chain ist ein vom schottischen Autor Alistair MacLean geschriebener Roman, der 1969 veröffentlicht wurde. Die Handlung spielt in den späten 1960er Jahren in der Drogenszene Amsterdams und in anderen Orten der Niederlande.

## Handlung
Paul Sherman ist ein erfahrener Agent von Interpol zur Drogenbekämpfung; er ermittelt meist auf eigene Faust und wird bei diesem Fall von zwei attraktiven Agentinnen unterstützt; die eine ist recht erfahren, die andere ist neu im Geschäft. Shermans Aufgabe in den Niederlanden ist es, einen brutalen Drogenschmugglerring zu zerschlagen, dessen Mitglieder nicht davor zurückschrecken zu töten, wenn ihnen jemand in die Quere kommt.
Bevor Sherman noch den Flughafen Schiphol verlassen hat, muss er beobachten, wie man seine Hauptkontaktperson niederschießt, wird von einem Angreifer halb bewusstlos geschlagen und hat erste Probleme mit den lokalen Behörden. Unglücklicherweise wird Shermans Verhalten gegenüber seinen Assistentinnen gegen ihn ausgelegt. Weil seine Untersuchungen fortlaufend unterminiert werden und er beständig einen Schritt hinter seinen Gegnern ist, wird er gezwungen, eine gewaltsame Aktion zu starten, um das Blatt wieder zu seinen Gunsten zu wenden. Die Handlung findet ihren Höhepunkt in einem Kampf auf Leben und Tod, bei dem er schließlich das Leben einer seiner Assistentinnen retten kann.

## Verfilmung
Der Roman wurde 1972 vom Regisseur Geoffrey Reeve unter dem Titel Die Ratten von Amsterdam verfilmt. 